# Serhiy Zakarlyuka
Serhiy Zakarlyuka (Níkopol, 17 de agosto de 1976 - Poltava, 6 de octubre de 2014) fue un futbolista ucraniano que jugaba en la demarcación de centrocampista.

## Biografía
Debutó como futbolista en 1993, cuando contaba con 17 años, con el FC Dnipro Dnipropetrovsk, con el que quedó en cuarta posición en la Liga Suprema de Ucrania de 1994, a un punto de optar a jugar la Recopa de Europa. Al finalizar la temporada, se fue al FC Elektrometalurh-NZF Nikopol, donde tuvo un breve paso antes de ser traspasado al Arsenal Kiev. Fue el período de su carrera donde más partidos jugó, llegando a los 157 en todas las competiciones, y marcar un total de 34 goles. En la temporada 1997/1998 optó a jugar la fase previa de la Recopa de Europa, aunque quedase en decimotercera posición, puesto que jugó la final de la Copa de Ucrania contra el Dinamo Kiev, el cual la ganó, pero al quedar primero en liga, la opción de la recopa pasó al Arsenal Kiev. Se despidió del club en la temporada 2000/2001, jugando la fase previa de la Copa de la UEFA, para irse la FK Metalurg Donetsk, y posteriormente al FK Shajtar Donetsk, con el que ganó la Copa de Ucrania en 2004. También jugó para el FC Illichivets Mariupol y FK Metalurg Donetsk antes de volver al Arsenal Kiev, donde jugó otros cinco años. Finalmente, y tras un breve paso por el FC Vorskla Poltava y FC Poltava, se retiró como futbolista para ser el segundo entrenador de Yuriy Bakalov en el Arsenal Kiev. Tras dejar el puesto, ejerció el mismo cargo con el FC Naftovyk-Ukrnafta Okhtyrka. 

### Fallecimiento
Falleció el 6 de octubre de 2014 en Poltava tras sufrir un accidente de coche a los 38 años de edad. Iba junto a Ruslan Levyha, futbolista del equipo del que era segundo entrenador, quien corrió mejor suerte al salir herido.

## Selección nacional
Jugó un total de nueve partidos con la selección de fútbol de Ucrania. Hizo su debut con la selección el 21 de marzo de 2002 en un partido amistoso contra Japón. También jugó en las eliminatorias de la Eurocopa 2004. También jugó en los partidos de clasificación para la Copa Mundial de Fútbol de 2006, jugando su último partido contra Georgia en dicha clasificación.

## Clubes
| Club                           | País    | Año         | Partidos | Goles |
| ------------------------------ | ------- | ----------- | -------- | ----- |
| FC Dnipro Dnipropetrovsk       | Ucrania | 1993 - 1994 | 4        | 0     |
| FC Elektrometalurh-NZF Nikopol | Ucrania | 1994 - 1996 | 41       | 6     |
| Arsenal Kiev                   | Ucrania | 1996 - 2001 | 157      | 34    |
| FK Metalurg Donetsk            | Ucrania | 2002 - 2003 | 47       | 12    |
| FK Shajtar Donetsk             | Ucrania | 2003 - 2004 | 5        | 0     |
| FC Illichivets Mariupol        | Ucrania | 2004 - 2005 | 42       | 14    |
| FK Metalurg Donetsk            | Ucrania | 2006        | 27       | 4     |
| Arsenal Kiev                   | Ucrania | 2006 - 2011 | 108      | 18    |
| FC Vorskla Poltava             | Ucrania | 2011        | 11       | 0     |
| FC Poltava                     | Ucrania | 2012        | 6        | 0     |

## Palmarés

### Campeonatos nacionales
| Título          | Club               | País    | Año  |
| --------------- | ------------------ | ------- | ---- |
| Copa de Ucrania | FK Shajtar Donetsk | Ucrania | 2004 |